# Nectogale elegans
Nectogale elegans — вид ссавців підродини Soricinae родини Soricidae. Це єдиний вид в межах роду Nectogale. Мешкає в північному Сіккімі, східному Непалі, північній М'янмі, південному й центральному Китаї.

## Морфологічні особливості
Довжина голови й тулуба становить від 9 до 11,5 сантиметрів, довжина хвоста — приблизно 10 сантиметрів, а вага — від 25 до 45 грамів. М'яке, водовідштовхувальне хутро зверху темно-сіре і вкраплене окремими білими волосками; боки тіла і низ — від світлого до біло-сірого. Лапи малі й перетинчасті, а на лапах є волосяна бахрома, схожа на щетину. Дископодібні подушечки на підошвах ніг, ймовірно, служать для кращого зчеплення під час перетину мокрого каміння або утримання здобичі. Тіло обтічної форми, вуха маленькі і повністю приховані в шерсті.

## Спосіб життя
Це повністю водний і денний вид. Було зареєстровано, що особини шукають собі їжу для водних безхребетних і дрібної риби у швидкоплинних потоках у гірських районах. Тварини часто пробираються вгору за течією біля урізу води, досліджуючи під камінням, палицями та береговою рослинністю, а потім випливають у стрімку воду, де вони пливуть за течією.